# Iglesia de Nuestra Señora de Septiembre (Arce)
La iglesia de Nuestra Señora de Septiembre, situada en el barrio de Arce de Miranda de Ebro (provincia de Burgos, España), fue edificada sobre una antigua iglesia románica del siglo XII, cuyos restos se conservan y fue completada en el siglo XVII. Tiene reminiscencias de estilo barroco (siglo XVIII). 

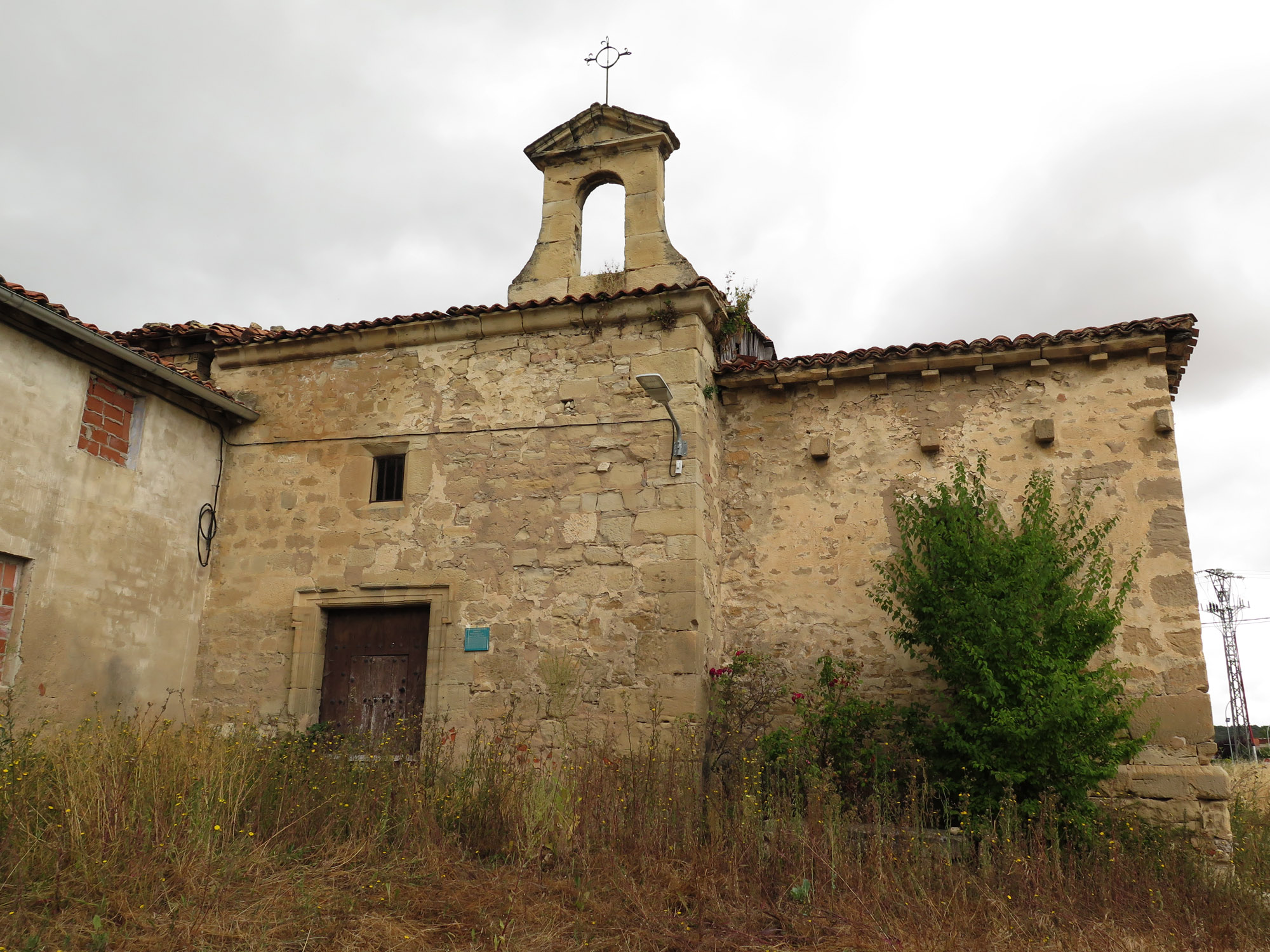
Fachada de la iglesia de Arce

Se trata de un templo de planta rectangular de una sola nave realizada, con tramo único y ábside cuadrado de menor altura que la nave. Su cabecera es románica con una ventana muy esbelta y abocinada enmarcada por jambas redondeadas, con doble arco de medio punto de los cuales, el interior está apoyado sobre columnas a las que falta el fuste.
El paso de la nave al ábside se realiza mediante un grueso arco fajón apoyado en pilares rectangulares. Otros tres arcos de similares características y cubiertos con bóveda de arista, enmarcan los restantes lados.